# Ciabatta (pane)
La ciabatta è un tipo di pane italiano con un alto contenuto di liquidi (almeno il 70% sul peso totale della farina), generalmente senza lipidi, riconoscibile dalla grande alveolatura della mollica, dalla crosta generalmente bruna e dalla sua croccantezza.
Il procedimento per la produzione di questo pane venne messo a punto ad Adria (in provincia di Rovigo) da Arnaldo Cavallari assieme al già noto panificatore Francesco Favaron. Nel 1982, Cavallari lo registrò come marchio commerciale con il nome di "Ciabatta Italia".
L'impasto è formato in gran parte da biga a cui verrà aggiunta poi nella fase di impastamento un'ulteriore quantità di farina.